# Jožica (skladba)
»Jožica« je skladba Marijana Smodeta iz leta 1986, ki je hkrati tudi avtor glasbe in besedila.

## Snemanje
Skladba je bila posneta v studiu Akademik. Izdana je bila na najbolj prodajanem slovenskem albumu vseh časov Jožica, kje si bla (127.000 izvodov), pri založbi ZKP RTV Ljubljana na veliki vinilni plošči in kaseti.

## Zasedba

### Produkcija
- Marijan Smode – glasba, besedilo, aranžma
- Miro Bevc – tonski snemalec
- Robi Bevc – tonski snemalec
- Braco Doblekar – producent

### Studijska izvedba
- Marjan Smode – vokal, akustična kitara